# جاده داونپورت
جاده داونپورت (انگلیسی: Davenport Road) یک جاده شریانی شرق به غرب در تورنتو، انتاریو، کانادا است. اعتقاد بر این است که یک مسیر بومی قدیمی را در امتداد پای خط ساحلی قدیمی دریاچه یخبندان Iroquois دنبال می‌کند. در حال حاضر از خیابان یانگ در شرق تا جاده اولد وستون در غرب امتداد دارد.